# Palpares aeschnoides
Palpares aeschnoides is een insect uit de familie van de mierenleeuwen (Myrmeleontidae), die tot de orde netvleugeligen (Neuroptera) behoort. 
Palpares aeschnoides is voor het eerst wetenschappelijk beschreven door Illiger in Rossi in 1807.